# ديفيد غرين (متسابق الحدث)
ديفيد غرين (بالإنجليزية: David Green)‏ هو متسابق الحدث أسترالي، ولد في 28 فبراير 1960 في بريزبان في أستراليا.

## وصلات خارجية
- ديفيد غرين على موقع أوليمبيديا (الإنجليزية)